# АГ-2 (граната)
Авиационная граната АГ-2 — оборонительный авиационный боеприпас, предназначенный для защиты нижней части задней полусферы бомбардировщиков и штурмовиков. Конструктор — А. Ф. Турахин (1938).

## Конструкция

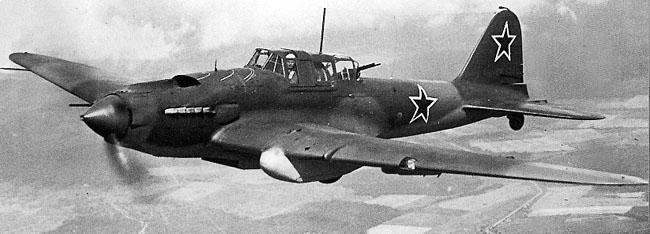
Нижняя полусфера Ил-2 не простреливается бортстрелком

Граната представляет собой чугунный шар весом 2 кг (отсюда индекс АГ-2), заполненный 80 граммами взрывчатки. К шару в цилиндрическом контейнере прикреплён тормозной парашют. Вся конструкция уложена в держатель (ДАГ-5 или ДАГ-10 в зависимости от ёмкости), управляемый из кабины пилота. По сигналу пилота держатель выкидывает гранату, что приводит к раскрытию парашюта и активации детонатора, в качестве которого использовался модифицированный запал УЗРГ.
Сброшенная в горизонтальном полёте на скорости 270 км/ч граната к моменту взрыва оказывалась на 40-55 м ниже и на 220—280 м позади носителя. Аналогичным образом граната могла применяться и при пикировании. К недостаткам АГ-2 можно отнести низкую эффективность, а также вероятность поражения своих самолётов в звене.

## Применение
Использовалась на самолётах Ил-2, Ил-4, Ли-2, В-25, Пе-2, Пе-8, а также Douglas А-20.
- 9 марта 1943 года восемь Пе-2 из 241-й бомбардировочной авиадивизии после бомбометания подверглись атаке четырёх Fw 190. В результате сброса четырёх АГ-2, один из немецких истребителей загорелся и совершил вынужденную посадку.

- 5 декабря 1943 года самолёт-разведчик Пе-3бис 98-го гвардейского отдельного авиаполка дальних разведчиков был атакован двумя Bf 109G. Один из немецких истребителей, проскочивший после атаки сзади-сверху в нижнюю заднюю полусферу самолёта, получил повреждение от осколков АГ-2 и ушёл со снижением в сторону аэродрома.

- В начале мая 1944 года 1-я эскадрилья 453-го бомбардировочного авиаполка в составе десяти Douglas A-20 в сопровождении «Аэрокобр» растянулась при отходе после бомбометания и была атакована истребителями Bf 109 снизу—сбоку. В результате залпового сброса АГ-2 один из атаковавших самолётов был сбит.